# Iglesia de San Antonio de Padua (Alagón)
La iglesia de San Antonio de Padua, también conocida como San Antonio el Real, sita en la plaza homónima de Alagón (provincia de Zaragoza, Aragón, España), es un templo no parroquial construido en estilo barroco en el siglo XVIII. Anexa a la misma está el antiguo Colegio de la Compañía de Jesús, del que fue parte, cuyas dependencias acogen hoy la Casa de la Cultura de Alagón y el Museo de Arte Contemporáneo Hispano-Mexicano.

## Historia

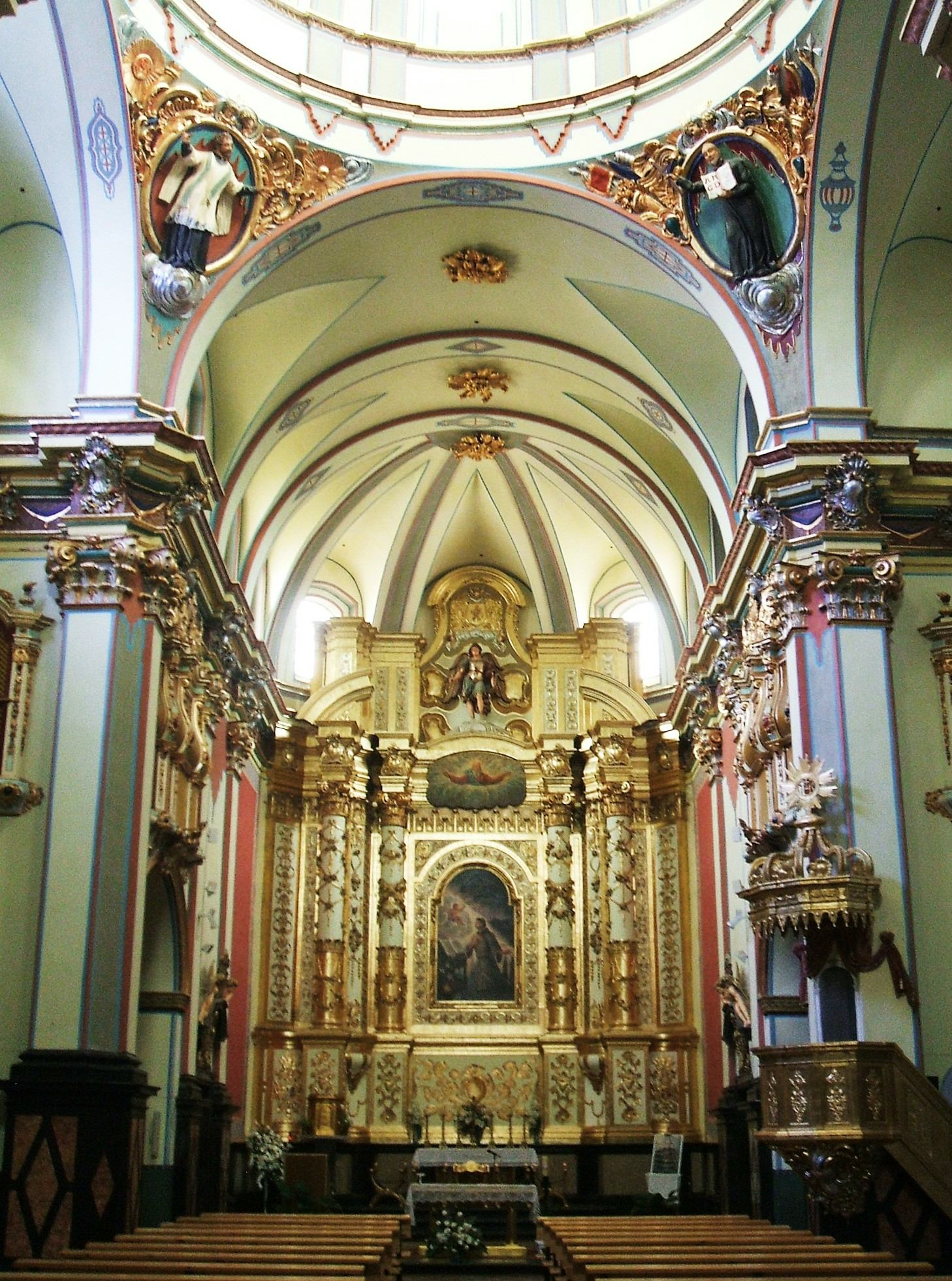
Aspecto interior de la iglesia, cabecera y crucero.

La Iglesia de San Antonio de Padua fue construida a partir de 1735 siguiendo un proyecto del jesuita zaragozano Antonio Forcada, autor también del diseño del edificio anejo al templo, el Colegio de la Compañía de Jesús, congregación religiosa que llevaba instalada en Alagón desde la segunda mitad del siglo XVII. Durante la guerra civil española la iglesia sufrió un incendió que causó graves daños, sobre todo al mobiliario interior. En 1997 la Diputación de Zaragoza concluyó una restauración integral del histórico edificio.

## Descripción
Presenta planta de cruz latina de nave única cubierta con bóveda de cañón con lunetos y capillas laterales entre contrafuertes, con tribunas sobre ellas. La cabecera es poligonal y el brazo transversal está muy poco desarrollado. Sobre el crucero se yergue una cúpula de media naranja apoyada en pechinas, en las que se inscriben medallones con imágenes en relieve de los cuatro evangelistas, y nervada, que exteriormente desarrolla cimborrio octogonal. 
El interior, al que la restauración de finales del siglo XX devolvió su antigua vistosidad barroca con aires rococó, presenta un efecto teatral por la disposición de tribunas perimetrales con celosías de madera dorada y policromada, que se convierten en un coro a los pies, y la ornamentación a base de estucos y rocallas. Son de interés también los retablos, facturados posiblemente por el taller de los Ramírez. El retablo mayor es una fiel reproducción moderna del original, apoyada en antiguas fotografías, que quedó destruido en el incendio sucedido durante la Guerra Civil; se trataba de una mazonería proto-rococó que presentaba notables semejanzas con el retablo mayor de la iglesia del Real Seminario de San Carlos Borromeo de Zaragoza. El cortavientos de la entrada es una magnífica puerta de cuarterones policromados.
El aparejo del exterior, salvo el basamento y la portada, labrados respectivamente en piedra sillar y en alabastro, es de ladrillo, destacando la torre a los pies y el cimborrio, recubierto con tejado de ocho aguas y teja vidriada de colores verde, amarillo, blanco y azul, estilo ornamental que recuerda a la Basílica del Pilar de Zaragoza. La portada en alabastro se abre en arco mixtilíneo flanqueado por pilastras de orden corintio y es rematada por un ático) en cuya hornacina está empotrado un escudo de la Casa Real de Borbón bordeado por el Toisón de oro.

## Colegio de la Compañía de Jesús
El antiguo Colegio jesuita, anejo a la iglesia, sirve hoy de sede a la Casa de la Cultura de Alagón y, en sus sótanos, al Museo de Arte Contemporáneo Hispano-Mexicano. En la cúspide de la caja de la escalera del Colegio, inserto en un medallón, figura una pintura al fresco de Goya, La Exaltación del Nombre de Jesús, cuya ejecución ha sido datada en 1771.

## Galería de imágenes

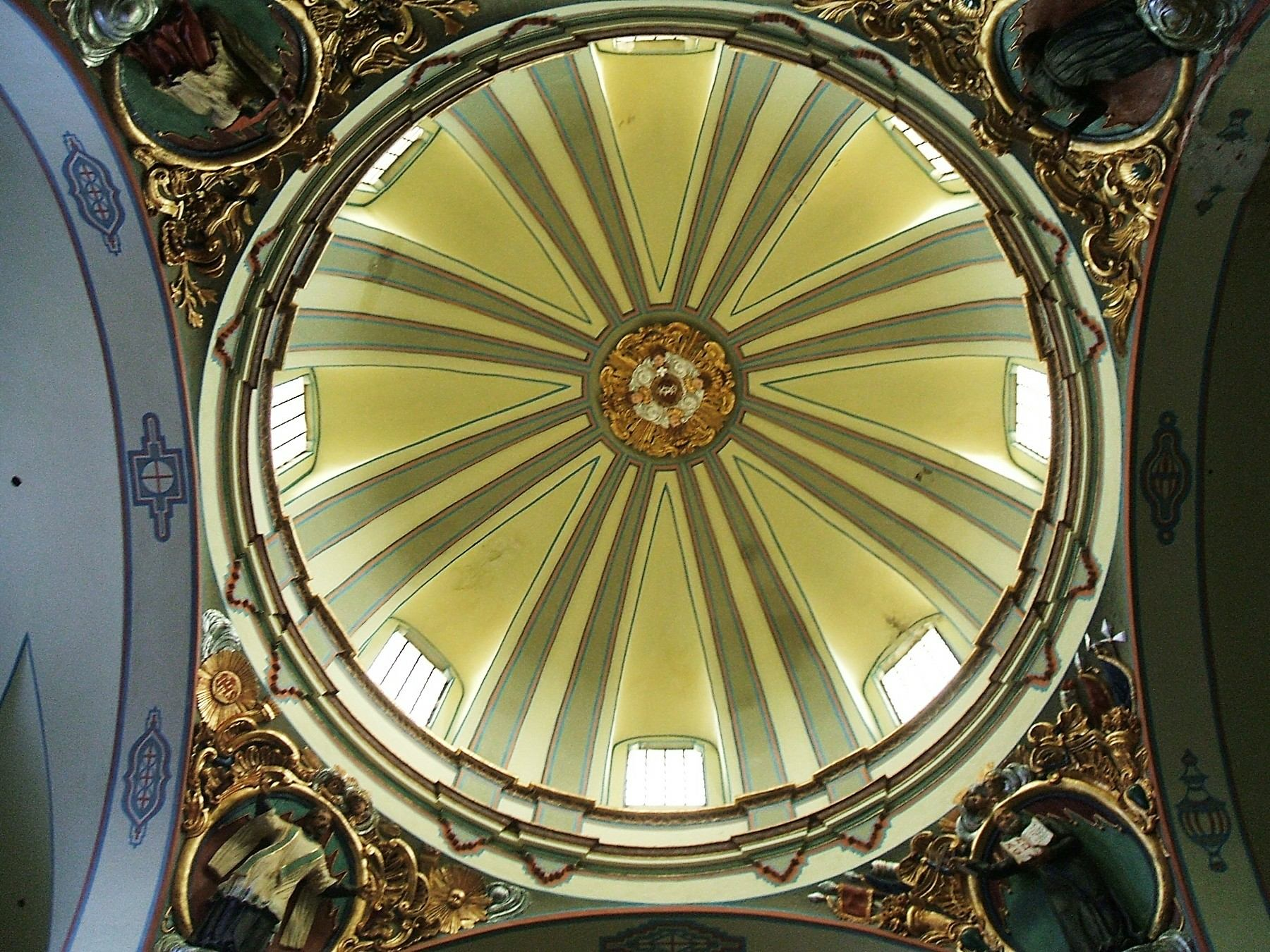
Cúpula del crucero
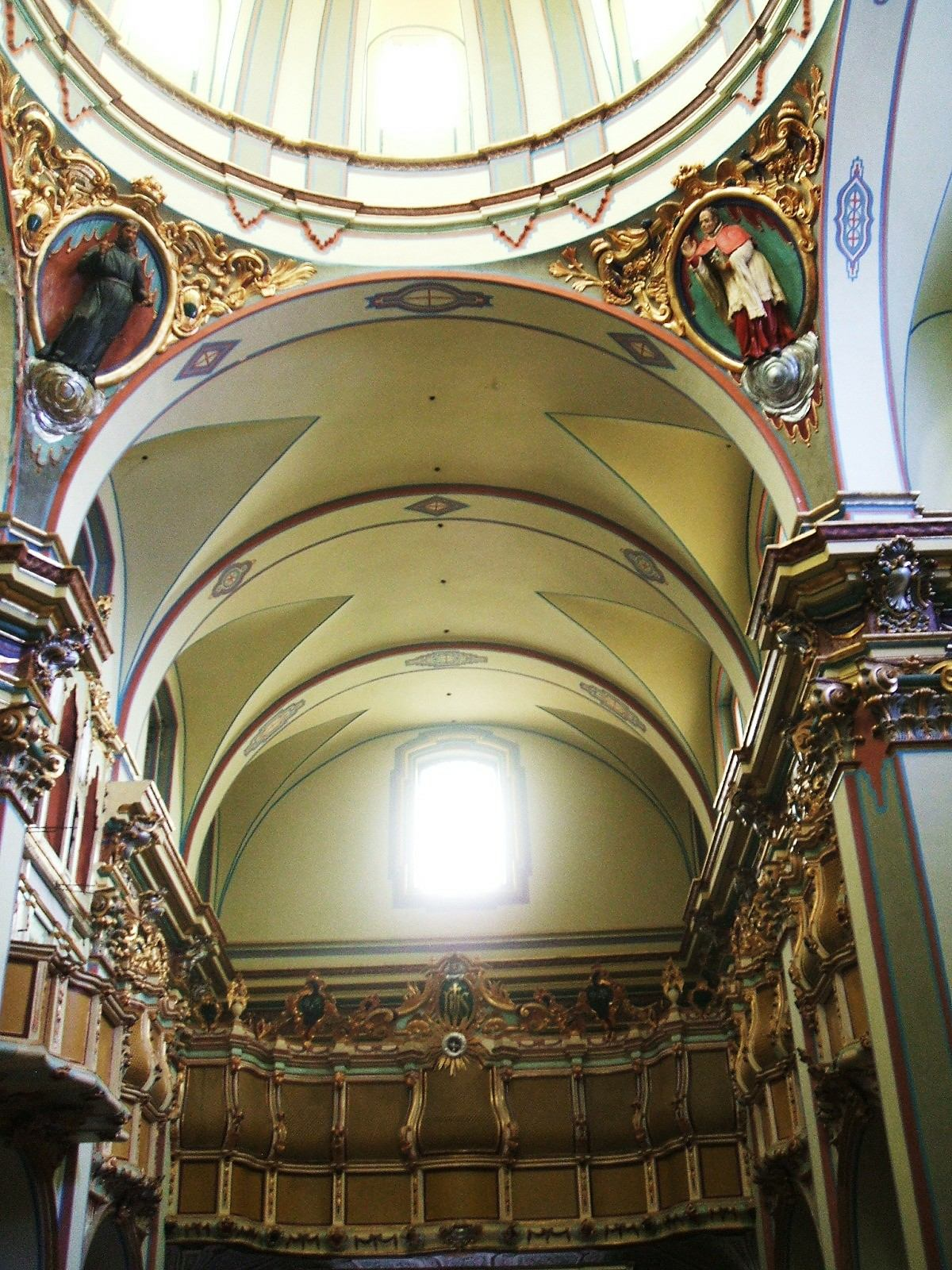
Nave y pie
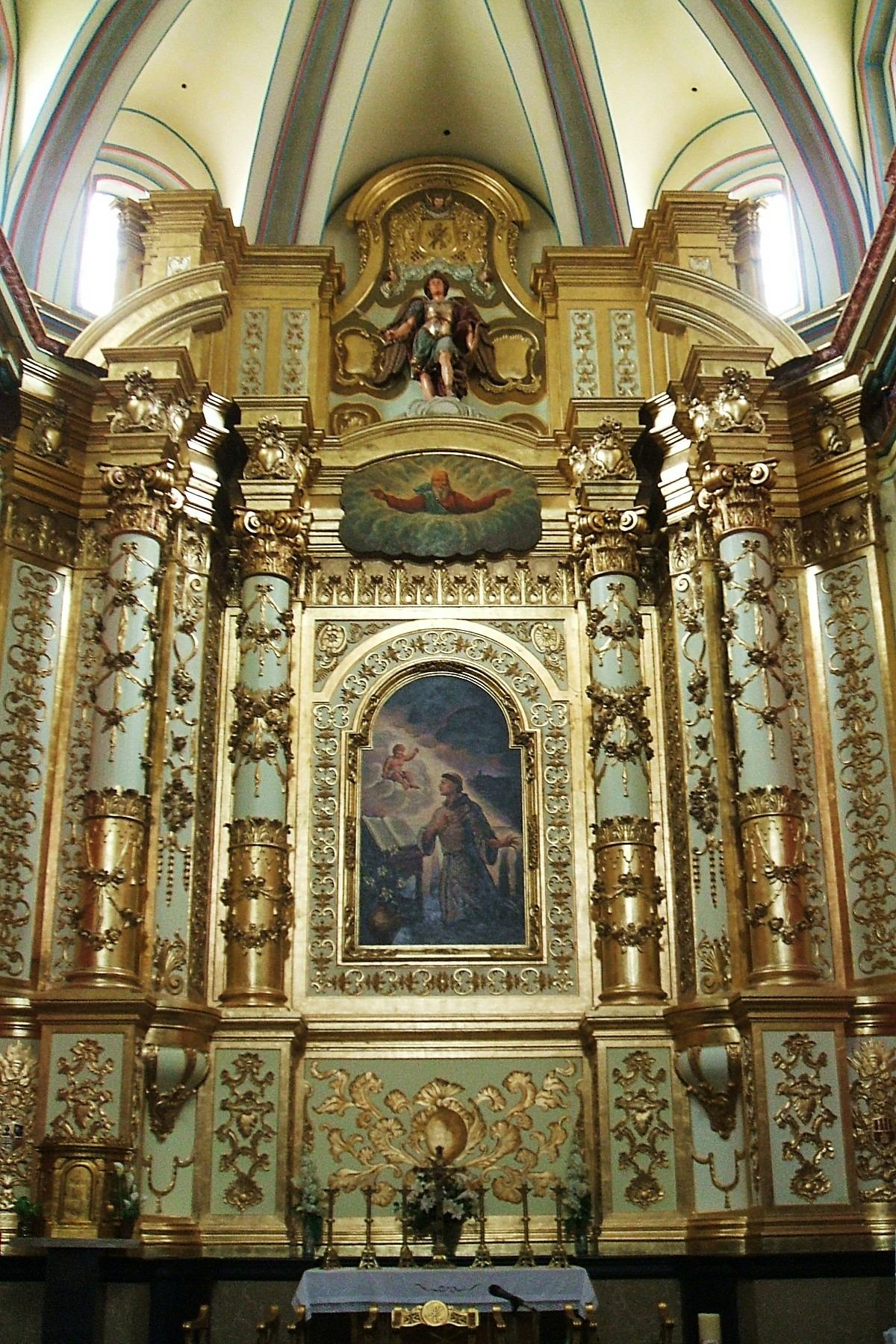
Retablo mayor
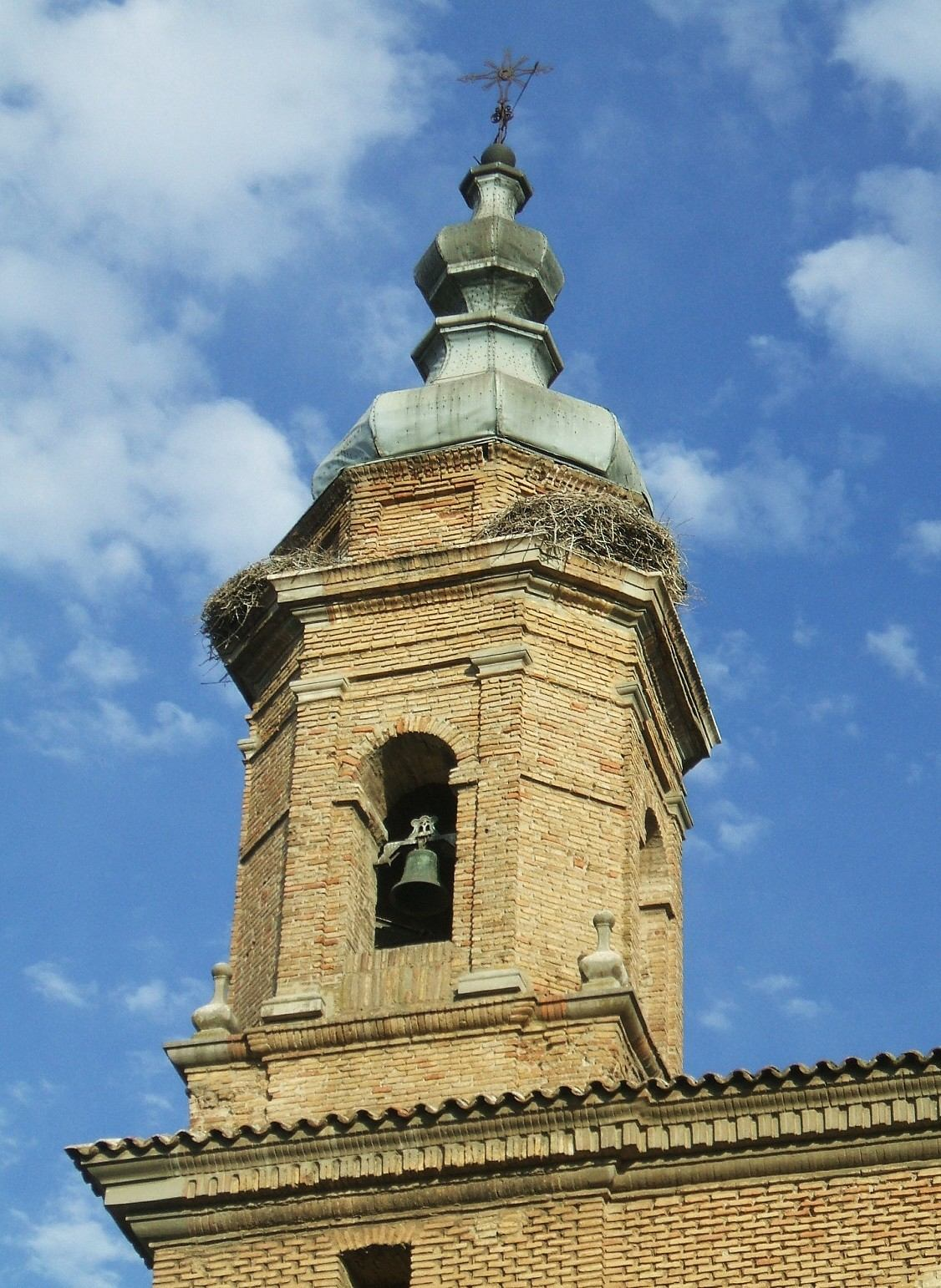
Torre
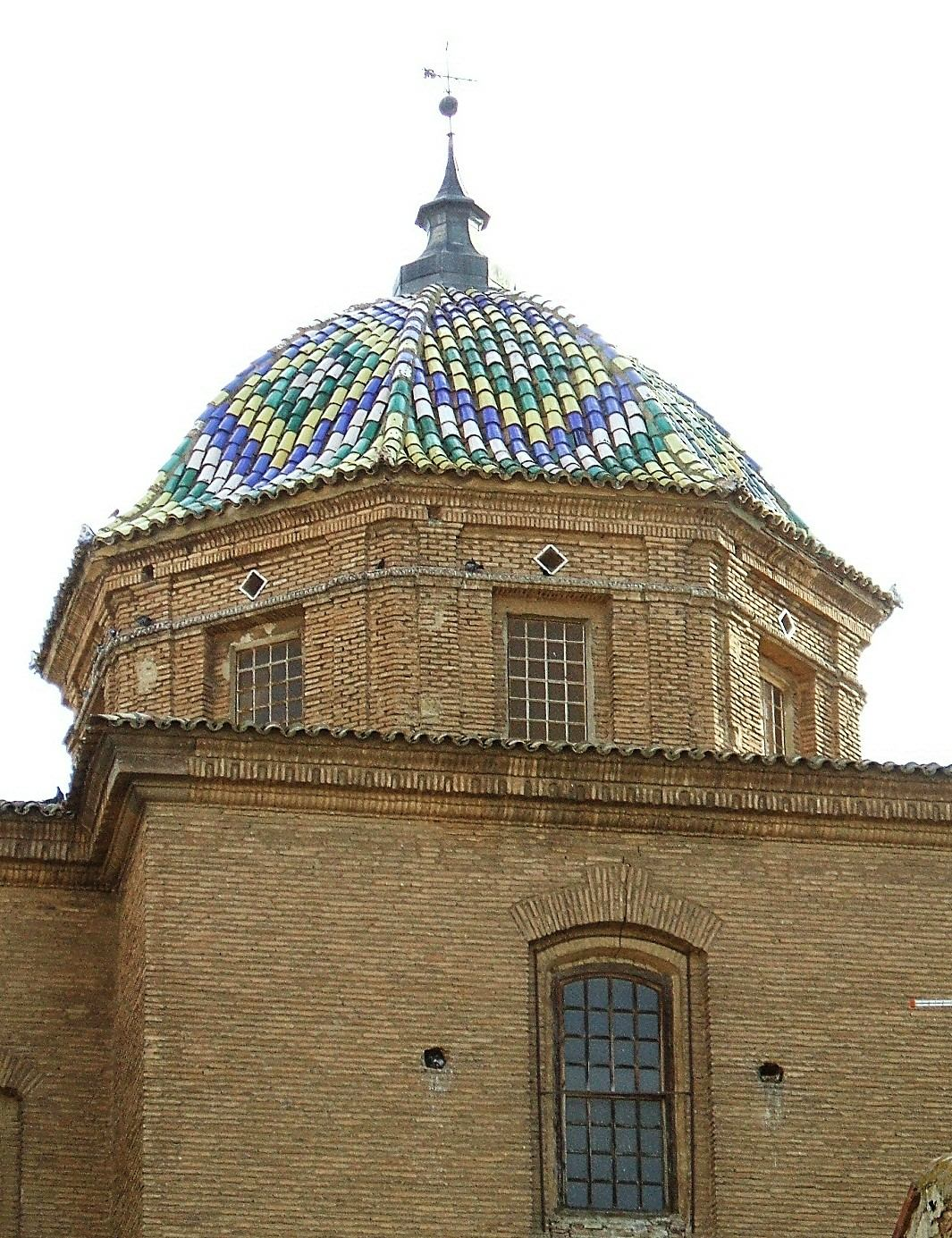
Cimborrio